# Shamsuddin Amiri
Shamsuddin „Shams“ Amiri (persisch شمس‌الدین امیری; * 12. Februar 1985 in Kabul) ist ein ehemaliger afghanischer Fußballtorwart.

## Karriere

### Verein
Amiri begann seine fußballerische Karriere 2002 in Pakistan für Pakistan Television FC Islāmabād, er floh mit einem Teil der einheimischen Spieler aufgrund der Besetzung von Osama bin Laden. 2003 kehrte er in seine Heimat zurück und spielte zunächst ein Jahr für FC Maiwand in Kabul, bevor er im Frühjahr 2004 zu Kabul Bank FC wechselte. Er wurde 2007 zum besten afghanischen Fußballer gewählt.

### Nationalmannschaft
Er absolvierte seit 2005 mindestens zwölf Begegnungen für die afghanische Fußballnationalmannschaft. Im Sommer 2008 spielte er für Afghanistan den AFC Challenge Cup 2008 in Indien.